# レオ・フェンダー
クラレンス・レオニダス・フェンダー（Clarence Leonidas Fender, 1909年8月10日 - 1991年3月21日）は、アメリカ合衆国の弦楽器・ギター・アンプ製作者。フェンダー・エレクトリック・インストゥルメント製造会社、現在のフェンダー・ミュージカル・インストゥルメンツ株式会社の創業者。その後、ミュージックマン（現在はアーニーボール社に買収されアーニーボール・ミュージックマン）とG&Lミュージカル・プロダクツ（G&L Guitars）を設立した。

## 来歴
カリフォルニア州フラートンに生まれ、若い頃から電気工学への関心を示した。高校時代には、趣味としてラジオの製作、修理を行った。1928年に高校を卒業し、フラートン短期大学に進学する。そこでは会計学を専攻し、卒業後カリフォルニア州ハイウェー局で会計係となる。数年の勤務後、1938年にラジオの修理会社の『フェンダーズラジオサービス』を始める。フェンダーは、クレイトン「ドクター」カウフマンと共に、ラジオの修理業からエレクトリック・スチール・ギターとアンプの製造へ手を広げた。カウフマンとの事業を終え、フェンダーは「スペイン式」ソリッドボディ・エレクトリックギターのアイディアに興味を持った。
1950年、ジョージ・フラートンと共にエスクワイヤーとブロードキャスターを発表する。それらは、フェンダー社によって製造された、最初の標準的エレクトリックギターであった。ブロードキャスター(Broadcaster)の名称はグレッチ社の商標（グレッチ社はBroadkaster）だったため、しばらくの間ヘッドのデカールのブロードキャスターの部分だけを切り取って販売。これがいわゆるノーキャスターで、その後当時人気を博しつつあったテレビにあやかって、テレキャスター(Telecaster)として発売された。1951年には、プレシジョンベースを発表。それは、演奏者に最も影響を与えた楽器の一つとなった。
意外にも、フェンダー自身はギター演奏を学んだことがない（高校時代には、サクソフォンを演奏した）。しかし、南カリフォルニアにおけるミュージシャン・コミュニティに対して密接な繋がりを持っていた。
フェンダーのギター作成法は、ネックとボディを別々に作った後、木ネジで接合するというものだった。この方法は、他の競争者（主としてギブソン）と比べて構造が単純で、修理が容易という利点があった。フェンダーの方法は1950 - 60年代の楽器製造に於いて革新的で、効率的に製造できた。
多くのミュージシャンが、テレキャスターやストラトキャスター、プレシジョンベースを採用した。フェンダーは、1960年代にかけて新しいギターやベースを作り続けた。1965年に、フェンダーは健康問題から、会社をCBSに1,300万ドルで売却した。
なお、ギターと同等もしくはそれ以上の功績をフェンダー・アンプにおいて遺している。マーシャル・アンプはフェンダー・アンプのコピーから始まっていて、基本回路はフェンダー初期の「ツイード・アンプ」である。
1991年3月21日、パーキンソン病の併発症で死去。最期に、「世界中のアーティストにしてあげられる事は全部やった」と遺した。
1992年、ロックの殿堂入りを果たした。

## 関連書籍
- イアン・S・ポート『フェンダーVSギブソン 音楽の未来を変えた挑戦者たち ―THE BIRTH OF LOUD 大きな音はカネになる!―』DU BOOKS、2021年。ISBN 9784866471532。